# آیت اولن ۲
آیت اولن ۲ مربوط به دوره اشکانیان - دوره ساسانیان - سده‌های اولیه و میانه دوران‌های تاریخی پس از اسلام است و در شهرستان میانه، بخش مرکزی، دهستان اوچ تپه شرقی، ۲ کیلومتری غرب روستای قلیشچی واقع شده و این اثر در تاریخ ۲۸ اسفند ۱۳۸۵ با شمارهٔ ثبت ۱۸۸۸۶ به‌عنوان یکی از آثار ملی ایران به ثبت رسیده است.